# Lottia painei
Lottia painei är en snäckart som beskrevs av Lindberg 1987. Lottia painei ingår i släktet Lottia och familjen Lottiidae. Inga underarter finns listade i Catalogue of Life.